# Berbés
El Berbés, eclesiásticamente San Francisco del Berbés o San Francisco de Asís de Vigo, es un barrio urbano de la ciudad de Vigo, en el ayuntamiento de Vigo, en la comarca homónima.

## Historia
Es uno de los barrios históricos de Vigo. Fue uno de los primeros núcleos de población medieval de Vigo. En el siglo XII se documenta en esta zona el puerto de San Xián. Cuando se fortificó la villa, quedó a extramuros. A finales del siglo XV la población que se asentaba en él era escasa. A partir de entonces va creciendo extendiéndose a lo largo del litoral. En el siglo XVII abarca el otro extremo de la playa, justamente donde se encontraba el Convento de San Francisco del Berbés.

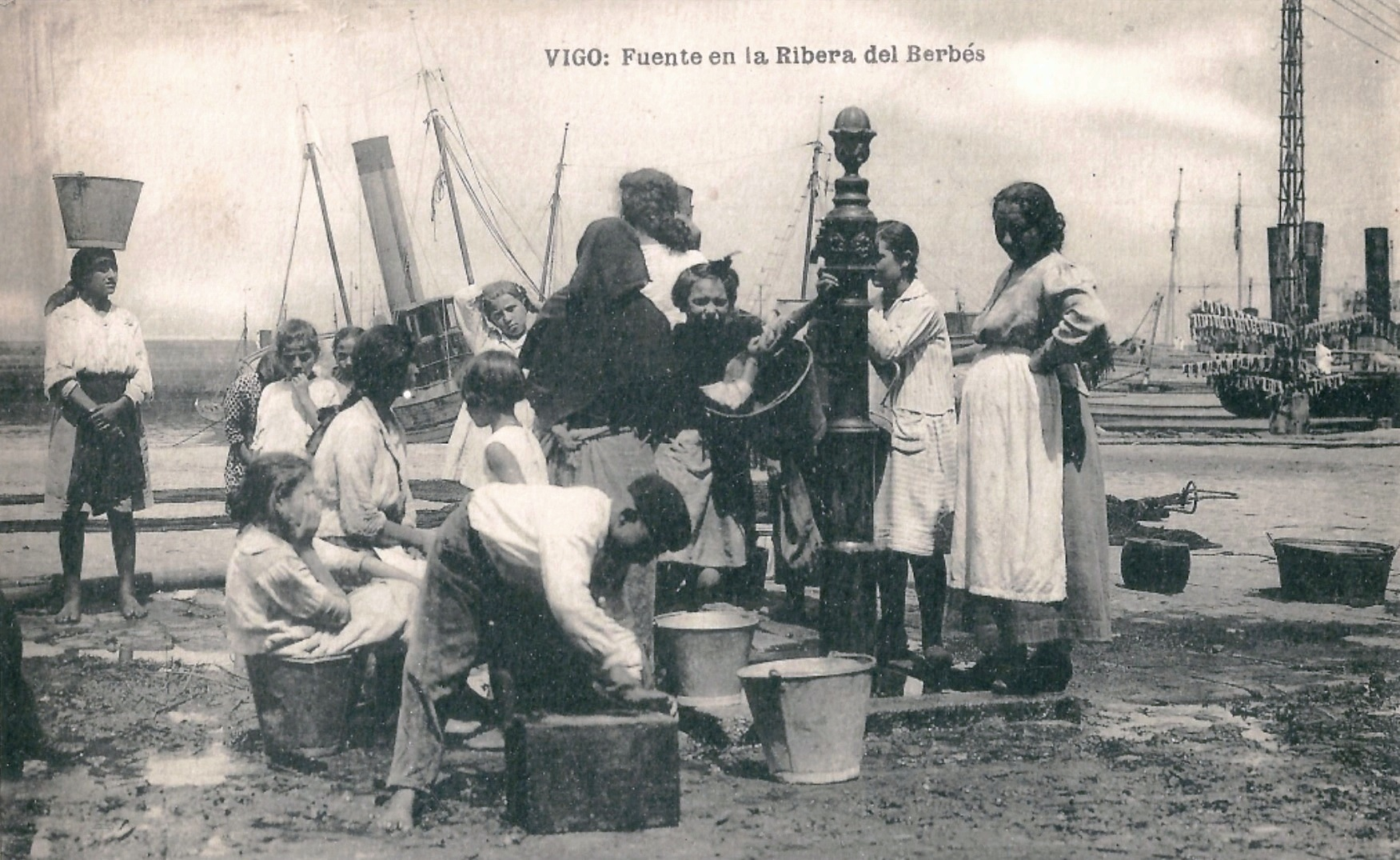
Fuente de la Ribera del Berbés, Vigo. Hauser y Menet, 1925.

Ya que encontraba fuera de las murallas, su defensa se realizaba mediante dus baluartes, el del Berbés (en la puerta de la Ribera) y el de San Xián o de las Redes.
También era llamado La Ribera. Su historia está vinculada a la pesca, ya que se levantó sobre la Ría de Vigo. Se compone de calles estrechas y empinadas. Su fachada marítima, conformada por soportales, es uno de sus emblemas. Antiguamente servía como lugar auxiliar para las tareas de los marineros y de las peixeiras. Se levantó también en sus inmediaciones el antiguo mercado de A Laxe.
En las primeras décadas del siglo XX se construyen nuevos ensanches y espigones, con lo que el pequeño barrio marinero se convirtió en uno de los puertos pesqueros más importantes del mundo.
En 1921 se creó la parroquia eclesiástica de San Francisco del Berbés, situada en la actual calle de Santa Marta. También integra la capilla del convento de San Francisco y la iglesia de San Clemente María Hofbauer.

## Toponimia
Algunos estudiosos proponen que el topónimo Berbés derivaría de "Burbida", una denominación antigua que habría evolucionado hasta la forma actual. Otras teorías sugieren que el nombre estaría vinculado a la abundancia de bancos de berberechos en la zona. También existe la hipótesis, de carácter más popular, que atribuye el origen del nombre a la presencia de comerciantes procedentes de la Meseta, caracterizados por sus largas barbas, que acudían a la zona para adquirir pescado.